# Deutsche Bundesbank
Deutsche Bundesbank er Tysklands centralbank og en af de mest respekterede centralbanker i verden. Idet Tyskland er medlem af EU er centralbanken også medlem af Det Europæiske System af Centralbanker og Den Økonomiske og Monetære Union. Grundet dens styrke og landets størrelse er Bundesbank den mest indflydelsesrige centralbank i Europa, der ikke bare har indflydelse på pengepolitikken og den økonomiske politik i Tyskland, men også i høj grad i EU. Banken har sæde i Frankfurt am Main.
Bundesbank blev etableret i 1957 og efterfulgte Bank deutscher Länder, der introducerede D-Marken 20. juni 1948. D-Marken var landets valuta frem til indførelsen af euro i 2002. Det var den første centralbank i verden, der fik fuld uafhængighed til at styre pengepolitikken – en model, der senere er kaldt Bundesbank-modellen. Den Europæiske Centralbank er modelleret efter Bundesbank og har også sit hovedsæde i Frankfurt. Deutsche Bundesbank var bredt respekteret for sin evne til at styre inflationen i anden halvdel af det 20. århundrede, hvilket gjorde D-Marken til en af de mest stabile valutaer. 
Direktør for Deutsche Bundesbank er siden 2011 Jens Weidmann.